# Palazzo Mazzarotta
Palazzo Mazzarotta è attualmente la sede del Museo sannitico di Campobasso di Campobasso, precedentemente sede dell'Archivio di Stato di Campobasso.

## Storia
Il palazzo risale al XVI secolo come sede di una confraternita religiosa e solo nel XVIII secolo diviene residenza della famiglia nobiliare napoletana dei Mazzarotta, le cui origini risalgono all'epoca aragonese. Un ramo di tale famiglia si trasferì infatti a Campobasso e si stabilì nel palazzo, dove è ancora visibile lo stemma con il delfino sul mare ondoso, variante dell'originale in cui era presente un serpente. La struttura interna del palazzo rivela un sovrapporsi di interventi costruttivi che isolano il portale e il loggiato, chiaramente riconducibili all'architettura dell'Ottocento.
Oggi il palazzo ospita il Museo sannitico di Campobasso, che in precedenza era locato in diverse sedi.